# 25 Canum Venaticorum
Désignations
25 Canum Venaticorum (en abrégé 25 CVn) est une étoile binaire de la constellation boréale des Chiens de chasse. Elle est visible à l'œil nu avec une magnitude apparente combinée de 4,82. D'après la mesure de sa parallaxe annuelle par le satellite Hipparcos, le système et distant d'environ ∼ 199 a.l. (∼ 61 pc) de la Terre. Il s'en rapproche à une vitesse radiale héliocentrique de −10 km/s.
25 Canum Venaticorum est une binaire large dont les deux étoiles complètent une orbite selon une période de 228 ans et une excentricité marquée de 0,80. En date de 2001, elles avaient une séparation projetée 107 ua.
Sa composante primaire de magnitude 4,98, désignée 25 CVn A, est classée comme une étoile géante blanche de type spectral A7 III. Elle est 2,23 fois plus massive que le Soleil et elle est âgée de 659 millions d'années. Elle tourne rapidement sur elle-même à une vitesse de rotation projetée de 235 km/s. Cela donne à l'étoile une forme aplatie avec un bourrelet équatorial qu'on estime être 27 % plus grand que son rayon polaire
Son compagnon, 25 CVn B, est une étoile blanche de la séquence principale de magnitude 6,95 et de type spectral A8 V:, les deux points dans son suffixe indiquant qu'il y a une incertitude sur cette classification. Elle est 1,58 fois plus massive que le Soleil.